# 川上智弘
川上 智弘（かわかみ　ともひろ、1990年1月31日 - ）は、東京都出身の、日本の柔道選手である。階級は81 kg級。身長178 cm。組み手は左組み。得意技は小外刈。現在は國學院大學職員として柔道部のコーチを務めている。

## 経歴
柔道は6歳の時に墨田柔道塾で始めた。足立学園中学・高校時代は大きな実績はなかった。なお、この当時の同級生には60kg級で活躍する山本浩史がいた。國學院大學に進学すると、1年生にして学生体重別のチャンピオンとなった。2年の時には全日本ジュニアで優勝して、世界ジュニアでも3位となった。3年の時には講道館杯で3位となった。2011年には体重別に出場して決勝まで進むも、高松正裕に背負投で一本負けして2位に終わった。8月にはユニバーシアードに出場すると、個人戦ではオール一本勝ちで優勝して、団体戦でも優勝を果たした。11月の講道館杯は2位だったものの、12月のグランドスラム・東京では決勝で世界ランキング2位のレアンドロ・ギルヘイロに谷落で一本勝ちするなど、6試合のうち5試合で一本勝ちして優勝を飾った。2012年には國學院大學の職員となるが、体重別では決勝で流通経済大学の中井貴裕に大外刈で逆転の一本負けを喫してロンドンオリンピック代表にはなれなかった。その後は2013年のヨーロッパオープン・ブダペストで優勝、2015年の講道館杯で2位、2016年には体重別で3位になった。2018年には実業個人選手権の90㎏級で3位になった。

## 戦績
- 2008年 -　学生体重別　優勝
- 2009年 -　ドイツジュニア国際　2位
- 2009年 -　ジュニア体重別　優勝
- 2009年 -　世界ジュニア　3位
- 2010年 -　ワールドカップ・ウィーン　5位
- 2010年 -　講道館杯　3位
- 2011年 -　体重別　2位
- 2011年 -　ユニバーシアード　個人戦、団体戦　ともに優勝
- 2011年 -　ワールドカップ・タシュケント　2位
- 2011年 -　講道館杯　2位
- 2011年 -　ワールドカップ・チェジュ　5位
- 2011年 -　グランドスラム・東京　優勝
- 2012年 -　体重別　2位
- 2012年 -　講道館杯　3位
- 2012年 -　グランドスラム・東京 3位
- 2013年 -　ヨーロッパオープン・ブダペスト　優勝
- 2013年 -　講道館杯　3位
- 2015年 -　実業個人選手権　2位
- 2015年 -　講道館杯　2位
- 2016年 -　体重別　3位
- 2016年 -　実業個人選手権　2位
- 2018年 - 実業個人選手権　3位(90㎏級)

(出典、JudoInside.com)。